# Чорноморсько-каспійський бичок
Чорноморсько-каспійський бичок (Neogobius) — рід Понто-Каспійських бичкових риб (родина Gobiidae). Згідно із сучасною класифікацією містить чотири види:
- Neogobius caspius — бичок каспійський
- Neogobius fluviatilis — бичок-бабка
- Neogobius melanostomus — бичок-кругляк
- Neogobius pallasi — бичок білий

В Україні бички мають промислове значення.